# Eskil Hummelstedt
Arne Eskil Hummelstedt, född 13 mars 1906 i Närpes, död 29 juli 1986 i Åbo, var en finländsk filolog.
Efter studentexamen i Kristinestad kom Hummelstedt 1927 till Helsingfors universitet, där han studerade under ledning av Tor Karsten. I sin forskning ägnade sig Hummelstedt åt ett försummat område inom svensk dialektforskning: dialekternas ordbildning samt deras syntax och betydelselära. Uppsatsen Nomina actionis i östsvenska dialekter (1936) behandlar typer av substantiv som betecknar en handling, och doktorsavhandlingen Östsvenska verbstudier (1939) möjligheterna att bilda verb med suffix som ofta ger en affektiv eller pejorativ innebörd.
Efter kriget, från 1946 till 1959, tjänstgjorde Hummelstedt som lektor vid Svenska klassiska lyceum i Åbo och var 1953–1959 dess rektor. 1959 blev han utnämnd till professor i svenska språket och nordisk filologi vid Åbo Akademi, en tjänst som han upprätthöll fram till pensioneringen 1973.
Hummelstedt var ordförande för Föreningen för nordisk filologi 1960–1976 och 1958–1975 huvudredaktör för föreningens skriftserie Folkmålsstudier.  